# Рыжик (растение)
Ры́жик (лат. Camelina) — род травянистых растений семейства Капустные (Brassicaceae).

## Ботаническое описание[3]

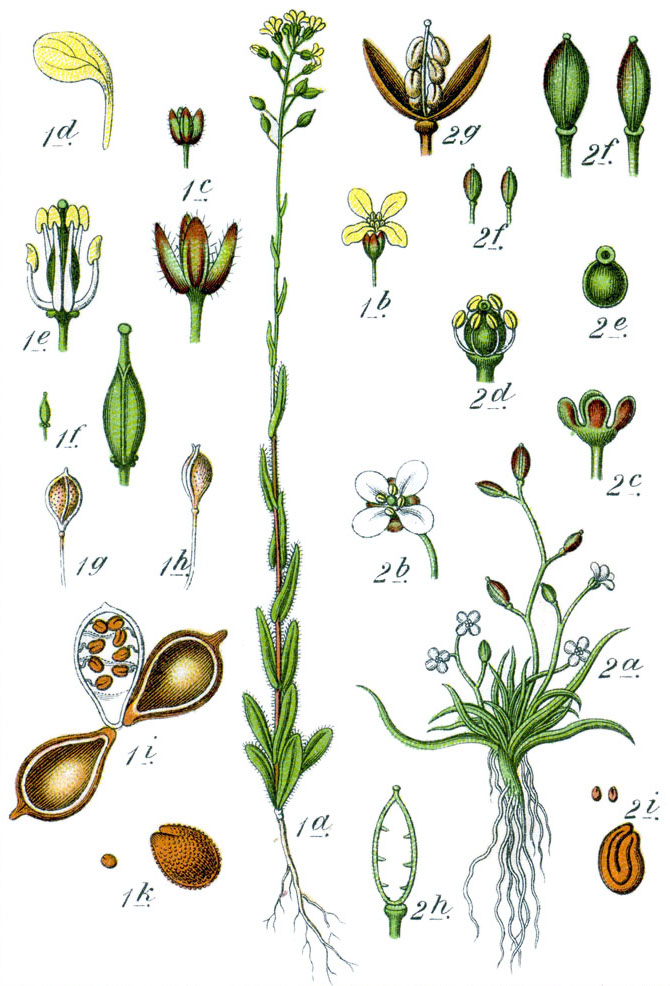
Рыжик посевной (1).

Рыжики — однолетние травянистые растения, озимые или яровые.
Стеблевые листья стреловидные в основании.
Цветки бледно- или золотисто-жёлтые, собранные в конечные кисти. Лепестки ноготковые. Чашелистики прямые, не мешковидные. Тычинки свободные, завязь сидячая, столбик удлиненный, рыльце тупое.
Стручки несколько вздутые, грушевидные или обратнояйцевидные, двустворчатые. Створки с плоским краем, гнёзда многосеменные. Семена мелкие, овальные, богатые маслом, благодаря чему виды рыжика возделываются как масличные растения.

## Распространение и среда обитания
Природный ареал охватывает Средиземноморье, Центральную Азию и Центральную Европу. В России встречается по всей европейской части.

## Хозяйственное значение и применение
Большинство видов рыжика — медоносы.
Из семян рыжика посевного изготавливается рыжиковое масло.
Биомасса растений может использоваться в качестве сырья при производстве биотоплива второго поколения.

## Классификация

### Таксономия[6]
Camelina Crantz, 1762, Stirp. Austr. Fasc. 1: 18
Род Рыжик относится к семейству Капустные (Brassicaceae) порядка Капустоцветные (Brassicales). Кладограмма в соответствии с Системой APG IV по состоянию на июнь 2023 года:
|  |                                      |  |                                   |                                   |                     |  | ещё 16 семейств |              |              |                                                           |
|  |                                      |  |                                   |                                   |                     |  |                 |              |              | 8 подтвержденных видов и 5 видов, ожидающих подтверждения |
|  |                                      |  |                                   | порядок Капустоцветные            |                     |  |                 |              | род Рыжик    |                                                           |
|  |                                      |  |                                   | порядок Капустоцветные            |                     |  |                 |              | род Рыжик    |                                                           |
|  | отдел Цветковые, или Покрытосеменные |  |                                   |                                   | семейство Капустные |  |                 |              |              |                                                           |
|  | отдел Цветковые, или Покрытосеменные |  |                                   |                                   |                     |  |                 |              |              |                                                           |
|  |                                      |  | ещё 63 порядка цветковых растений | ещё 63 порядка цветковых растений |                     |  |                 | ещё 354 рода | ещё 354 рода |                                                           |
|  |                                      |  |                                   | ещё 63 порядка цветковых растений |                     |  |                 |              | ещё 354 рода |                                                           |

### Виды
- Camelina alpkoyensis  Yıld.
- Camelina alyssum (Mill.) Thell. — Рыжик бурачковый, или Рыжик льновый встречается на территории России
  - Camelina alyssum subsp. integerrima син. Рыжик крупноплодный, встречается на территории России
- Camelina anomala  Boiss. & Hausskn. ex Boiss.
- Camelina hispida  Boiss.
- Camelina laxa C.A.Mey. — Рыжик рыхлый
- Camelina microcarpa Andrz. ex DC. — Рыжик мелкоплодный, встречается на территории России по известковым склонам, песчаным местам и в посевах
- Camelina rumelica  Velen.
- Camelina sativa (L.) Crantz typus — Рыжик посевной, встречается на территории России. Техническая культура, возделываемая для производства рыжикового масла. Произрастает и как сорное растение, на полях и при дорогах.